# Верхні Шелаболки
Верхні Шела́болки (рос. Верхние Шелаболки, марій. Кӱшыл Солаволкы) — присілок у складі Гірськомарійського району Марій Ел, Росія. Входить до складу Червоноволзького сільського поселення.

## Населення
Населення — 138 осіб (2010; 132 у 2002).
Національний склад (станом на 2002 рік):
- гірські марійці — 96 %